# ISO 2

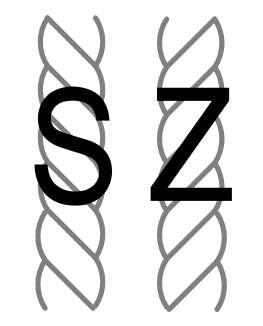
Sの向きのねじれとZの向きのねじれ

ISO 2は、糸やその関連製品、スライバー、始紡、粗紡等のねじれの向きの記号表示について定めた国際標準である。この標準では、大文字のSとZをねじれの向きを表す記号として用いる。